# Волошин Олександр Миколайович
Олекса́ндр Микола́йович Воло́шин — полковник Національної Гвардії України та Збройних Сил України, учасник російсько-української війни, командир 241-ї бригади ТРО.

## Життєпис
Станом на березень 2017-го — офіцер 4-ї бригади НГУ, Гостомель, підполковник.
У жовтні 2023 року отримав з рук Верховного Головнокомандувача Володимира Зеленського бойовий прапор 130-го окремого батальйону Сил територіальної оборони. Він став першим командиром батальйону зі складу Сил територіальної оборони Збройних Сил України, який отримав бойовий прапор .
10 червня 2024 призначений командиром 241-ї бригади ТРО .

## Нагороди
- 15 липня 2014 року — за особисту мужність і героїзм, виявлені у захисті державного суверенітету та територіальної цілісності України, вірність військовій присязі під час російсько-української війни, відзначений — нагороджений орденом «За мужність» III ступеня.
- 31 жовтня 2022 — нагороджений орденом Богдана Хмельницького ІІІ ступеня [2]
- 29 березня 2024 — нагороджений орденом Богдана Хмельницького ІІ ступеня [3]